# Aschaffenbourg
Aschaffenbourg, en allemand : Aschaffenburg (/aˈʃafn̩ˌbʊʁk/, ? Écouter [Fiche]), est une Kreisfreie Stadt (ville-arrondissement) du Land de Bavière, en Allemagne, chef-lieu de l'arrondissement d'Aschaffenbourg, auquel elle n'appartient pas, dans le district de Basse-Franconie. La ville fait partie de la région métropolitaine de Francfort sur le Main-Rhin.

## Géographie

Situation d'Aschaffenbourg (en rouge) dans le district de Basse-Franconie (en violet) et dans le land de Bavière (en gris).

Aschaffenbourg est située sur la rive droite du Main à son confluent avec l'étroite rivière Aschaff, sur les bords occidentaux du massif du Spessart, à quelques kilomètres du Land de Hesse, à 41 km à l'est de Francfort-sur-le-Main, à 77 km au nord-ouest de Wurtzbourg et à 350 km au nord-est de Munich, capitale du Land de Bavière.
Le territoire de la ville d'Aschaffenbourg est voisin au nord, à l'est et à l'ouest de celui de l'arrondissement du même nom, il confine avec l'arrondissement de Miltenberg au sud.
Les communes limitrophes d'Aschaffenbourg (en commençant par le nord et dans le sens des aiguilles d'une montre) sont : Johannesberg, Glattbach, Goldbach, Hösbach, Haibach, Bessenbach, Sulzbach am Main, Niedernberg, Großostheim, Stockstadt am Main et Mainaschaff.
La ville qui compte, en 2009, une population de 68 722 habitants est composée de dix quartiers (nombre d'habitants) :
| - Centre-ville, Stadtmitte (23 621) - Damm (13 253) - Schweinheim (10 918) - Nilkheim (5 913) | - Obernau (4 754) - Leider (3 206) - Strietwald (2 975) - Österreicher Kolonie (1 681) | - Gailbach (1 765) - Obernauer Kolonie (1 141) |

Seuls deux de ces quartiers, Nickheim et Leider, sont situés sur la rive gauche du Main.
Aschaffenbourg est associée à Dunkerque en tant qu'extrémité de la route européenne Route européenne 42.

## Démographie
Plusieurs communes de la périphérie d'Aschaffenbourg ont été incorporées à son territoire municipal depuis le XIXe siècle. La première fut celle de Nickheim absorbée dès 1855.
En 1901, Leider et Damm furent absorbées à leur tour permettant à Aschaffenbourg de passer d'une superficie de 14,96 km2 en 1900 à 33,63 km2 en 1910.
La commune de Schweinheim (3 139 habitants en 1910, 4 354 en 1933) rejoint Aschaffenbourg en 1939.
Enfin, pendant les réformes administratives des années 1970, les communes de Gailbach (823 habitants en 1939) en 1975 et de Obernau (1 837 habitants en 1939) en 1978 fusionnent avec Aschaffenbourg.

## Histoire
| Appartenances historiques Électorat de Mayence 983–1803 Principauté d'Aschaffenbourg 1803–1810 Grand-duché de Francfort 1810–1814 Royaume de Bavière 1814–1918 République de Weimar 1918–1933 Reich allemand 1933–1945 Allemagne occupée 1945–1949 Allemagne 1949–présent |

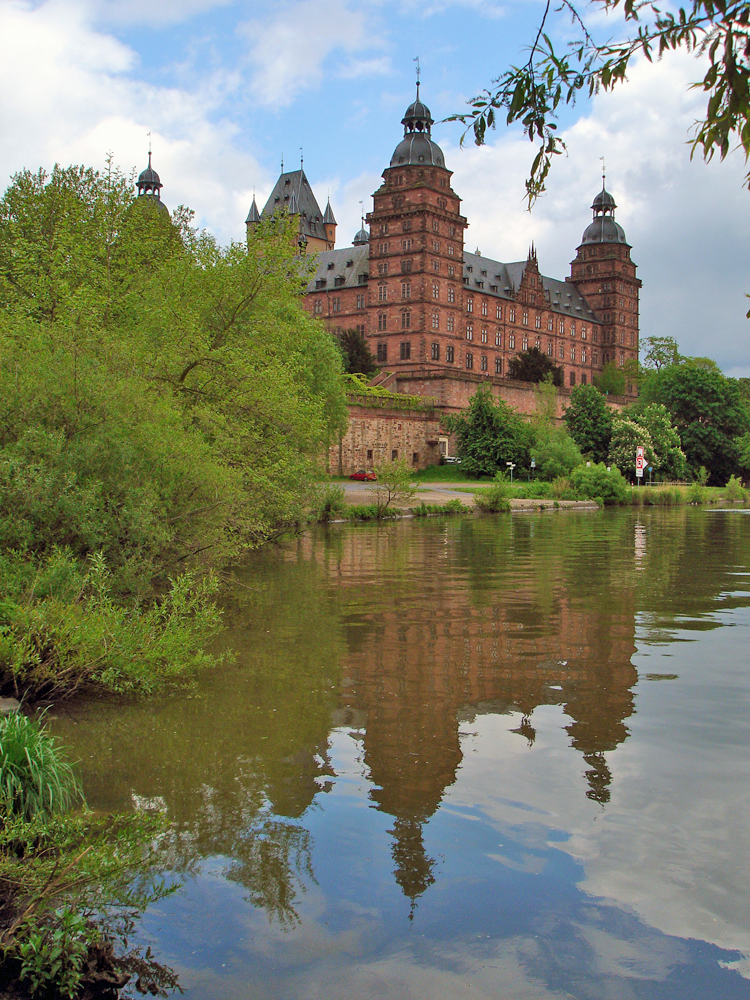
Le château de Johannisburg.

Aschaffenbourg, nommée au Moyen Âge Ascapha ou Ascaphabourg, fut à l'origine une colonie romaine. Les légions romaines y avaient leurs baraquements, et sur les ruines de leur castrum les maires du palais francs construisirent un château. La première mention écrite de la cité date de 957.
Saint Boniface de Mayence érigea une chapelle à saint Martin, et fonda un monastère bénédictin. Un pont de pierre au-dessus du Main fut construit par l'archevêque Willigis en 989.
L'archevêque Adalbert augmenta l'importance de la ville, appartenant à l'électorat de Mayence, par diverses mesures en 1122 et fortifia la ville.
Aschaffenbourg obtient le droit de tenir marché en 1144 et les droits de ville en 1161. En 1292, un synode y est tenu, et en 1474 une Diète d'Empire s'y réunit, préliminaire à celle de Vienne, au cours de laquelle le concordat fut décidé.
Le parc Schöntal remonte aux années 1440 – 1450. Il a été créé par l'électeur de Mayence Dietrich Schenk von Erbach à la périphérie de la ville comme un zoo et transformé en 1780 en un jardin paysager à l'anglaise.
En 1541, l'archevêque Albert de Brandebourg, obligé de fuir sa résidence de Halle et les protestants, s'installe à Aschaffenbourg. Il amène avec lui quelques-uns des nombreux trésors qui enrichissaient la cathédrale.
Après la destruction de l'ancien château en 1552, on décide de la construction d'un nouvel édifice qui aura lieu sous le règne de Johann Schweikhard von Kronberg de 1605 à 1619 : le Johannisburg.
La cité souffrit beaucoup pendant la guerre de Trente Ans, étant tenue par les divers belligérants.
Lors de la sécularisation de l'Électorat de Mayence en 1803 due au recès d'Empire, Aschaffenbourg devint la capitale de la principauté d'Aschaffenbourg, augmentée des villes de Hanau et Fulda à l'archevêque Charles-Théodore de Dalberg. En 1810, elle devint une partie du grand-duché de Francfort et, en 1814, elle fut rattachée au royaume de Bavière dans la Basse-Franconie.
En 1842-49, le roi Louis Ier de Bavière fit construire à l'ouest de la ville un musée de l'Antiquité, le Pompejanum, appelé ainsi car c'est une imitation de la maison des Dioscures à Pompéi. En 1866, les Prussiens infligèrent une sévère défaite aux Autrichiens dans les environs.
Aschaffenbourg abritait une petite communauté juive de 591 personnes en 1933 qui disparut pendant la Seconde Guerre mondiale. La ville eut à souffrir de plus de vingt attaques aériennes et vit une grande partie de ses infrastructures détruites. Sa population diminua d'un tiers entre le début et la fin de la guerre.
Faisant partie de la zone d'occupation américaine, Aschaffenbourg abrita un camp de personnes déplacées, venant principalement d'Ukraine et de Pologne, et une base de l'armée américaine jusqu'en 1992.

## Personnes liées à Aschaffenbourg
- Emmerich Joseph Otto von Hettersdorf (1766-1830), chanoine, militaire après la sécularisation, chambellan du royaume de Bavière, compositeur de chansons, mort à Aschaffenbourg.
- Lazare Richtenberger (1792-1853), banquier, actif en Belgique dans les années 1830-1850, né  à Aschaffenbourg.
- Michael Arnold (1824 – 1877), sculpteur né à Aschaffenbourg.
- Murad Hofmann (1931-2020), diplomate, écrivain et avocat allemand, né à Aschaffenbourg.
- Peter Gingold (1916-2006), résistant, né à Aschaffenbourg.
- Félix Magath (1953-), footballeur international, né à Aschaffenbourg.
- Carlos Boozer (1981-), basketteur américain évoluant en NBA avec les Bulls de Chicago, né à Aschaffenbourg.
- Tom Bischof (2005-), footballeur allemand, né à Aschaffenbourg.

## Politique
À la suite des élections communales du 2 mars 2008, Klaus Herzog (SPD), est élu maire pour un mandat qui court jusqu'en 2014.
Le conseil municipal compte 41 sièges répartis comme suit :
| Parti                   | Nombre de conseillers |
| ----------------------- | --------------------- |
| CSU                     | 17                    |
| SPD                     | 14                    |
| Alliance 90 / Les Verts | 5                     |
| Liste indépendante      | 3                     |
| FDP                     | 3                     |
| Initiative communale    | 2                     |

## Monuments

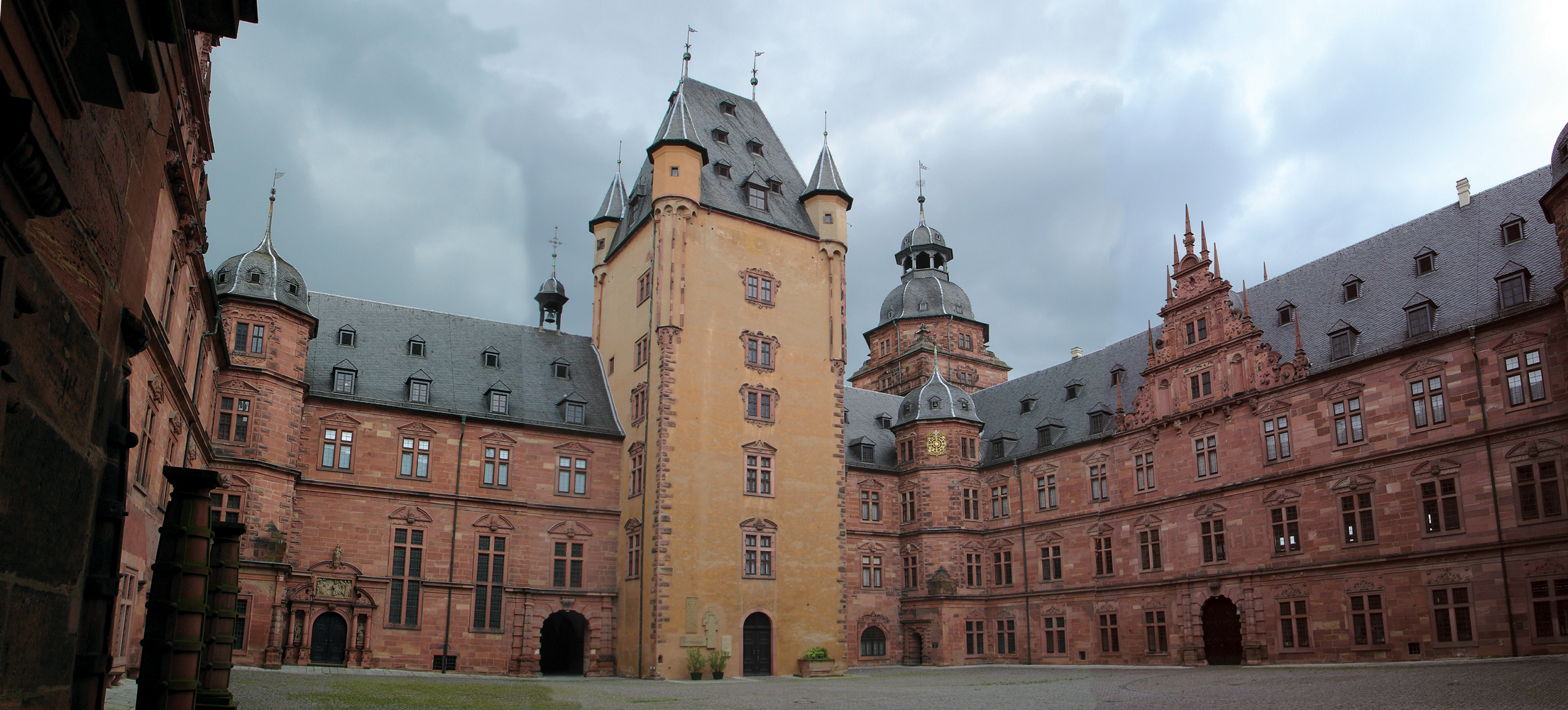
La cour intérieure du château Johannisburg.

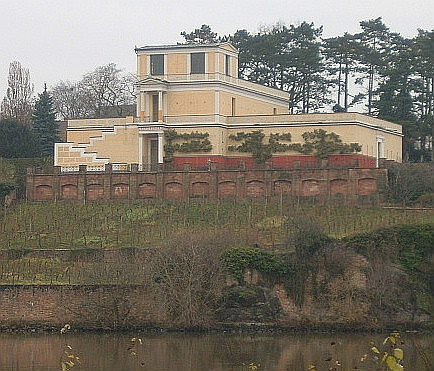
Le Pompejanum.

Les principaux monuments de la ville sont :
- le château de Johannisburg (Schloss Johannisburg), une des plus importantes constructions de style Renaissance d'Allemagne du Sud, construit en pierres rouges au centre de la ville, sur une terrasse dominant le Main, de 1605 à 1614, par Georg Ridinger sur les ordres de l'archevêque Johann Schweikhard von Kronberg, qui contient une bibliothèque avec plusieurs incunables, une collection de gravures et de peintures, ainsi que les modèles réduits en liège de monuments de la Rome antique réalisés par Carl et Georg May[5]. Le château inclut un donjon de l'ancien château féodal. Seconde résidence des princes-électeurs de Mayence, il fut entièrement redécoré dans le style classique à la fin du XVIIIe siècle. Pendant les bombardements de la Seconde Guerre mondiale, il subit de sérieux dommages et fut reconstruit à partir de 1954. Il a aujourd'hui retrouvé son aspect originel.

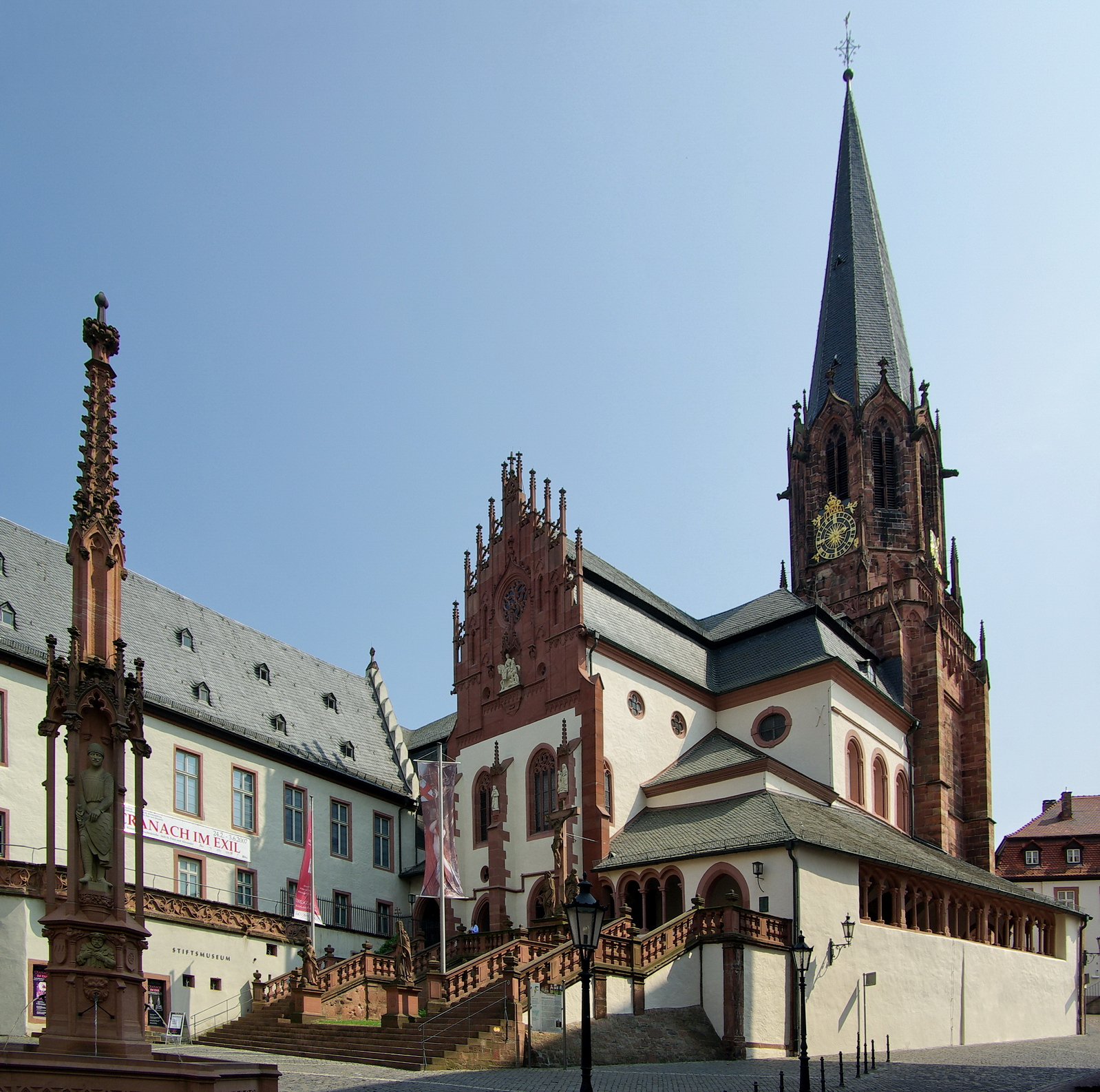
La collégiale.

- la collégiale Saint-Pierre et Saint-Alexandre (Stiftskirche St Peter und Alexander), fondée en 975 par Otton Ier de Souabe, mais datant pour la plus grande part du début du XIIe siècle. La collégiale a été érigée en basilique mineure en 1958 et renferme de nombreuses œuvres d'art : monuments funéraires, un calendrier-reliquaire avec les reliques de sainte Marguerite, une Déposition du Christ de Matthias Grünewald. Un cloître de style roman tardif jouxte la collégiale.
- le théâtre d'État, construit en 1811 dans le style Empire, une des plus belles salles de Bavière. Détruit pendant la guerre, il a été reconstruit en 1961.
- plusieurs demeures de la noblesse.
- le Pompejanum, la reproduction de la maison des Dioscures à Pompéi, construit entre 1840 et 1848 sur l'ordre de Louis Ier de Bavière. Gravement endommagé pendant la Seconde Guerre mondiale, il a été restauré de 1984 à 1994 et a retrouvé son aspect du XIXe siècle.
- le Parc et Château de Schönbusch, sur la rive gauche du Main, construit sous le règne de Frédéric-Charles Joseph d'Erthal en 1776, lieu de promenade apprécié.
- le parc de Schöntal, dans le centre d'Aschaffenbourg, qui protège d'anciennes ruines d'une construction du XVe siècle.
- la Löwenapotheke, ou Pharmacie du Lion, maison à colombages du XVIè siècle reconstruite à l'identique en 1995.
- la synagogue, construite en 1893 a été détruite par les nazis en 1938 lors de la nuit de Cristal. L'ancien centre communautaire juif, épargné par les nazis, situé Wolfsthalplatz, a été transformé en centre de documentation sur les Juifs d'Aschaffenbourg.

## Jumelages
La ville d'Aschaffenbourg est jumelée avec :
- Perth (Écosse) depuis 1956 ;
- Saint-Germain-en-Laye (France) depuis le 17 avril 1975 ;
- Miskolc (Hongrie) depuis 1996.